# David Runge

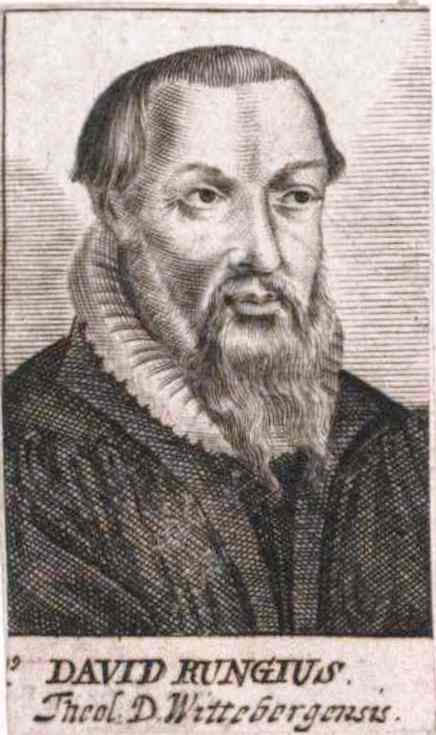
David Runge

David Runge (auch: Rungius; * 28. November 1564 in Greifswald; † 7. Juli 1604 in Wittenberg) war ein deutscher lutherischer Theologe.

## Leben
Runge war eines von 8 Kindern (3 Töchter und 5 Söhne) des Professors und Superintendenten von Greifswald Jacob Runge (1527–1595) und seiner Frau Katharina (geborene Gerschow, auch: Gersonia). Er genoss zunächst Privatunterricht und zog dann drei Jahre auf das Pädagogium in Stettin. So vorgebildet immatrikulierte er sich im Herbst 1579 an der Universität Greifswald, wechselte nach drei Jahren an die Universität Rostock und wurde zweieinhalb Jahre später am evangelischen Stift Tübingen aufgenommen. Während seiner Studienzeit hörte er bei so berühmten Theologen wie David Chyträus, Lucas Bacmeister der Ältere, Valentin Schacht, Jacob Andreae, Jacob Heerbrand, Stephan Gerlach und anderen Vorlesungen.
Zu seinen Studien gehörte zuerst die Erlernung der lateinischen, griechischen und Hebräischen Sprache, so dass er die Propheten und Schriften des alten Testaments in der Ursprache lesen und studieren konnte. Dabei entwickelte er eine besondere Neigung zur Mathematik, Musik und zur Astronomie. So hatte er sich den Ruf eines vorzüglichen Musikers erworben, der besonders das Spiel der Harfe beherrschte. Er hatte sein Studium so zielstrebig verfolgt, sich den akademischen Grad eines Magisters erworben, so dass ihn der Herzog Ernst Ludwig von Pommern 1589 als Professor für hebräische Sprache und Poetik an die Universität Greifswald berief.
Daneben hielt er auch theologische Vorlesungen, war so eine Stütze seines Vaters und übernahm im Wintersemester 1592 das Dekanat der philosophischen Fakultät.
Sein Vater hatte 1594 ein Buch über die Händel in den langwierigen Streitigkeiten über die Jus Patronus in Pommern herausgegeben und die Frage der Berufung der Kirchendiener ausgeführt. Aufgrund dessen musste er sich Anfeindungen gefallen lassen. Er schickte seinen Sohn daher an die Universität Wittenberg, wo er bei Salomon Gesner wohnte und das Buch nach einigen Wochen von Ägidius Hunnius der Ältere und Polykarp Leyser der Ältere begutachtet werden lassen sollte.
In jener Wartezeit meldeten sich zwei Anwärter auf den theologischen Doktorgrad in Wittenberg, man schlug ihm vor sich dazuzugesellen, so immatrikulierte er sich am 8. Juni 1594 an der Wittenberger Hochschule und promovierte am 4. Juli 1594 zum Doktor der Theologie. Durch die Ausweisung des Samuel Huber und den Weggang von Leyser waren an der Wittenberger Hochschule zwei Lehrstühle für Theologie vakant geworden. Daher wurde Runge für die dritte theologische Professur vorgeschlagen und in dieser Funktion von der kurfürstlichen Verwaltung angenommen und bestätigt. Mit der ihm im Juni 1595 übertragenen Professur verwaltete er die kurfürstlichen Stipendiaten und wurde damit verbunden Prediger an der Wittenberger Schlosskirche. Vor allem mit seinen Disputationsreihen zum Römer- und den Korintherbriefen sowie zum Apostolicum trat Runge in den folgenden Jahren hervor. Er nahm 1593 an einer Synode in Stettin teil, wobei er sich gegen die calvinistischen Bestrebungen der Lehrer am Stettiner Pädagogium aussprach. So ist er auch als Berichterstatter des Regensburger Religionsgespräches 1601 bekannt geworden.
Er schlug mehrere Berufungen als Propst in Wolgast, als Professor in Rostock und als Superintendent in Greifswald aus. Stattdessen wurde er zwei Mal Rektor der Wittenberger Hochschule und entsprechend dem Turnus mehrmals Dekan der theologischen Fakultät. Auf einer Reise von Greifswald kommend, bekam er in Berlin Fieber und kam am 22. Juni krank zu Hause an. Nachdem er drei Wochen im Krankenbett gelegen hatte, wurden die Schmerzen immer schlimmer, so dass diese ihn immer mehr schwächten und er verstarb.

## Werkauswahl
- Theses de uno vero Deo, aeterno patre, filio et spiritu sancto, summam doctrinae Christianae de trinitate breviter complectentes. Ferber, Greifswald 1591. (Digitalisat)
- Commentar über das erste, andere und dritte Buch Mosis. Wittenberg 1608.
- Commentar über die Episteln Pauli an die Römer, Corinther und Hebräer. Wittenberg 1606.
- Commentar über die Episteln Jacobi.
- De norma et iudice controversiarum religionis tractatus eruditus et utilis. Meisner, Wittenberg 1604. (Digitalisat)
- Disputationes XVII catecheticas. Wittenberg 1604.
- De passionis Christi scopo ac fructu oratio, opposita horrendae Caluinistarum blasphemiae, qua dicunt falsum, impium, absurdum, intolerabile, prodigiosum, monstrosum, scelestum & blasphemum dogma est, quod Christus sit passus pro peccatis omnium. Pezel, Greifswald 1604. (Digitalisat)
- Disputationes Catecheticae Octodecim, In Quibus Orthodoxa sententia de Lege Dei, & Sacramentis perspicue explicatur. Bechtold, Wittenberg 1605. (Digitalisat)
- Volvmen Dispvtationvm Ex Epistolis Pavli Ad Romanos, Et ad Corinthios priori & posteriori, Complectentivm Svccinctam Et Perspicvam Analysin textus, nec non explicationem plurimarum Controversiarum Theologicarum, et locorum dogmatikorum. Müller, Wittenberg 1606. (Digitalisat)
- Diagraphe colloquii Ratisbonensis inter Augustanae confessionis theologos et pontificios habiti anno 1601. Zacharias, Wittenberg 1602. (Digitalisat)
- Bericht vnd Erinnerung, Von der Tyrannischen Bäpstischen verfolgung deß H. Euangelij, in Steyermarckt, Kärndten vnd Krain, mit angehengtem trost an die verfolgten Christen, Sampt gründlicher Widerlegung, eines Papistischen bedenckens. Seuberlich, Wittenberg 1601. (Digitalisat)
- Confessionem ecclesiarum Pomeraniae de vera praesentia corporis & sanguinis Christi in Coena.
- Examen controversiae de imagine Dei in homine contra Bellarminum. 1693.
- Assertationem sanae doctrinae de aeternitate & aeterna Deitate Spiritus S.
- Theses de Ascensu Christi in coelum, et sessione ad dexteram Dei Patris omnipotentis. Crato, Wittenberg 1598. (Digitalisat)
- De duarum naturarum unione et communicatione. 1600.
- Theses de uno vero Deo, aeterno patre, filio et spiritu sancto, summam doctrinae Christianae de trinitate breviter complectentes. Ferber, Greifswald 1601. (Digitalisat)
- Disputationes Aliquot In Academia Wittebergensi publice habitae et propositae. Muller, Wittenberg 1606 (Digitalisat)

## Familie
Runge war seit dem 15. September 1597 in Greifswald mit Elisabeth (* 1579; † 12. November 1640), der Tochter des Professors der Theologie an der Universität Greifswald Balthasar Rhaw (I.) (auch: Rau, Rhau) und seiner Frau Anna Schurff, verheiratet.
Aus dieser Ehe gingen drei Kinder hervor:
- Jacob Runge (~ 14. September 1596; † 13. Dezember 1596)
- Balthasar Runge (lt. Leichenpredigt)
- Anna Runge (* 17. Januar 1601; † 9. August 1630)[3] ⚭ 1622 den Juristen Johann Burgmann.

Nach seinem Tod heiratete seine Witwe in Greifswald am 16. Juni 1607 den Professor der Rechte an der Universität Greifswald Friedrich Mevius (* 9. Mai 1576; † 7. Juli 1636).
Runge war der jüngere Bruder von Friedrich (1559–1604) und Daniel Runge (1561–1629).